# Klodion
Klodion (latinsko Chlodio) je bil kralj Salijskih Frankov, prva zanesljiva zgodovinska oseba iz Merovinške dinastije, * 392/395, † 445/448.
Znan je bil kot dolgolas kralj, kar je spadalo v merovinško tradicijo, ki je živel v gradu Duisburg v Turingiji. Leta 414 je postal vladar  okolice Thérouanne v sedanji severni Franciji. Od tam je leta 428 napadel Rimsko cesarstvo, porazil rimsko vojsko v Cambraiu in se naselil v severni Galiji, kjer je bilo že naseljenih nekaj skupin Salijskih Frankov. 
Klodionu je kljub napadom Rimljanov uspelo obdržati svoj položaj. Tri leta kasneje, leta 431, je mejo svojega kraljestva pomaknil na jug do reke Some. Leta 448 ga je v 20. letu njegove vladavine  pri Vicus Helena v Artoisu porazil general Flavij  Ecij, poveljnik rimske vojske v Galiji. 
Njegov naslednik bi lahko bil Meroveh, po katerem je dobila ime dinastija Merovingov. Liber Historiae Francorum, ki je nastala kasneje, pravi, da je bil njegov oče Faramond. Zanj velja, da je bil legendarna oseba, ki so jo v Merovinško dinastijo vključili v 8. stoletju. V Fredergarjevi kroniki je Klodion sin Teudemerja, enega od voditeljev Salijskih Frankov in kralja Thérouanne, ki je vladal od leta 409 do 414.